# Chapingo, Tuzantán
Chapingo är en ort i Mexiko.   Den ligger i kommunen Tuzantán och delstaten Chiapas, i den sydöstra delen av landet, 900 km sydost om huvudstaden Mexico City. Chapingo ligger 320 meter över havet och antalet invånare är 181.
Terrängen runt Chapingo är varierad. Chapingo ligger nere i en dal. Runt Chapingo är det tätbefolkat, med 297 invånare per kvadratkilometer. Närmaste större samhälle är Huixtla, 9,9 km sydväst om Chapingo. I omgivningarna runt Chapingo växer i huvudsak städsegrön lövskog.